# I sogni
I sogni è un EP della cantautrice italiana Gerardina Trovato, pubblicato il 4 gennaio 2008 dall'etichetta discografica 1stPOP.

## Tracce
1. I sogni (radio edit)
2. Dammi un'ora
3. Quando non ci sei
4. A meno che io non sia l'unica
5. I sogni (instrumental)
6. I sogni (criss dee remix)
7. I sogni (1st groove pure gold remix)